# Shohei Aihara
Shohei Aihara (粟飯原 尚平 Aihara Shohei?, Hokkaido, 26 de junio de 1996) es un futbolista japonés que juega como delantero.

## Trayectoria
En 2019 se unió al FC Gifu. A este equipo regresó en 2024 tras haber jugado dos años en el Roasso Kumamoto.

## Clubes
| Club            | País  | Año       |
| --------------- | ----- | --------- |
| FC Gifu         | Japón | 2019-2021 |
| Roasso Kumamoto | Japón | 2022-2023 |
| FC Gifu         | Japón | 2024-     |